# AS尼卡

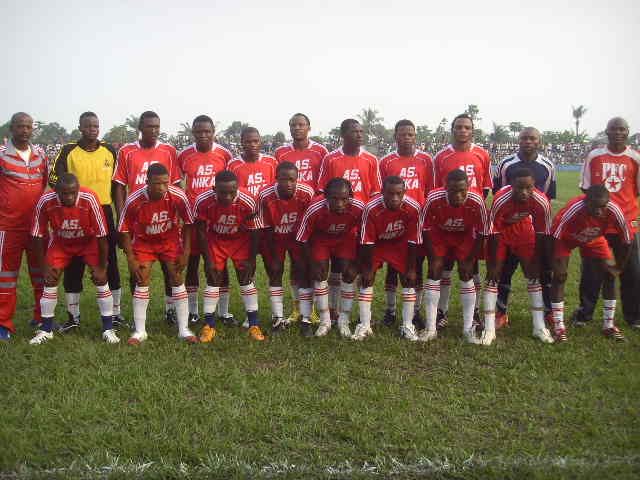
AS尼卡2010年全家福

AS尼卡（AS Nika） 是一支位于民主刚果基桑加尼的足球俱乐部，目前为民主刚果最高级别联赛刚果民主共和国足球甲级联赛球队，球队的主体育场为基桑加尼卢蒙巴体育场（Stade Lumumba）（页面存档备份，存于）

## 联赛战绩
- 东方省联赛冠军: 1次

2006